# Julian Snow
Pour les articles homonymes, voir Snow.
Julian Ward Snow, baron Burntwood (24 février 1910 - 24 janvier 1982) est un homme politique britannique du parti travailliste.

## Biographie
Il travaille pour Dunlop Rubber Co. Ltd en Inde et en Afrique de l'Est en 1930-1937. Il rejoint l'Artillerie royale en 1939 et sert jusqu'à la fin de la Seconde Guerre mondiale. Il épouse l'artiste Flavia Blois, fille de Ralph Barrett MacNaghten Blois, 9e baronnet et Winifred Grace Hegan Kennard, le 20 août 1948.
Il est député de Portsmouth Central à partir de 1945. Lorsque cette circonscription est abolie, il représente Lichfield et Tamworth de 1950 jusqu'à sa retraite aux élections générales de 1970, et son siège est remporté pour les conservateurs par James d'Avigdor-Goldsmid. Après sa retraite, il est créé pair à vie le 21 septembre 1970 sous le nom de baron Burntwood, de Burntwood dans le comté de Stafford.
Pendant son mandat de député, Snow est secrétaire parlementaire du ministère de la Santé. Il n'a jamais prononcé de discours depuis l'arrière-ban, bien qu'il ait parlé dans son poste de vice chambellan de la maison.
Lord Burntwood est un membre fondateur de l'Institution of Environmental Sciences et le premier président de l'organisation. L'Institution organise la conférence annuelle Burntwood en sa mémoire.